# 説話
説話（せつわ）は、広義には、古くより伝承されて来た話・物語一般を意味する。狭義には、民話（昔話）、伝説を指す。また、民話と同義の意味で使用されることもある。日本の文学史上では「今昔物語集」など表題に「～物語」とつくものが説話に相当するが、説話のうち長編を「物語」と呼び分け、短編を「説話」と呼ぶのが普通である。
本項では狭義の説話を説明する。
ドイツ語のメルヘン/メルヒェン（Märchen）、英語のフェアリーテイル（fairy tale）を含んでいる。メルヘンは、スティス・トンプソン以降、英語圏でもよく使われるようになった。
説話という単語は、近代に造語された言葉である。明瞭な概念規定なしに国文学・民俗学・民族学・神話学などの領域で使用される。

## 特徴
説話の多くは、元々口承文芸である。地域・言語によっては、ある時代から書き言葉で残されるようになったものもある。現代では出版されて活字で残されるようになったものも多い。西洋の『ペンタメローネ（五日物語）』や『グリム童話』なども、口伝に取材して後年本にまとめられたものの一例である。
また、口承の場合は、地域や時代によって細部に異同が多い。語られるたびに内容が僅かに異なっていても、聞き手はそれを同一の物語として受け取っている点にも特徴がある。

### 昔話・伝説・世間話の違い
口承文芸は無文字時代から存在し、一般に、昔話・伝説・世間話などの民話、新語作成、新文句（新句法）、諺、謎、唱え言、童言葉、民謡、語り物などに分類される。
このうち、昔話には、発端句（「むかし」を含むものが多い）と結句（「どっとはらい」など）に代表される決まり文句がある。また、固有名詞を示さず、描写も最小限度にとどめ、話の信憑性に関する責任を回避した形で語られる。時代や場所をはっきり示さず、登場人物の名前も「爺」「婆」や、出生・身体の特徴をもとにした普通名詞的である。『桃太郎』は、「桃から生まれた長男」の意味しか持たない。
伝説は、同じ昔の話であっても、一定の土地の地名や年代など、その所在や時代背景が的確に示され、登場人物も歴史上の有名な人物やその土地の何と言う人物など、好んで詳細に示そうとし、定義において昔話との大きな相違点とされる。これらの事から、伝説には伝記風の態度と要素があるが、昔話はフィクション（創作）として語られている。しかし一部の土地では『炭焼き長者』や『子育て幽霊』などといった昔話が伝説化し、定着している例も挙げられる。
世間話は体験談や実話として語られる民話である。
昔話、伝説、世間話の違いを表にすると以下のとおりとなる。

| 種類   | 語られる人物・時・場所 | 語られ方                                       | 語り・話のかたち |
| ------ | ---------------------- | ---------------------------------------------- | ---------------- |
| 昔話   | 不特定                 | 事実かどうかわからない（おそらく事実ではない） | あり             |
| 伝説   | 特定                   | 少しは事実かもしれない（少しは信じてほしい）   | なし             |
| 世間話 | 特定                   | 事実である（信じてほしい）                     | なし             |

## 歴史

### おとぎ話の起源
狭義のおとぎ話（御伽話）は、太閤秀吉が抱えた御伽衆の語った面白話に起源があるとされる。御伽という風習そのものは別名・夜伽（=通夜）にもあるように、古くからある徹夜で語り明かす伝統に基づいている（庚申待）。その晩に話される話を夜伽話、転じて御伽話とされるに至った。

### 童話とメルヘン
大正時代に入ってきた「メルヘン（厳密にはメルヒェン）」というドイツ語は「童話、またはおとぎ話」と訳されたので、昔話（おとぎ話）と童話が混同して使われた事もあった。

## 説話の種類
昔話や伝説などの民話、おとぎ話、広くは神話や仏教説話を含む。モチーフによって起源説話、神婚説話などと分類される。仏教説話のように啓蒙的な要素を持ったものもある。
また民俗学者の柳田國男によって完形昔話、派生昔話に分ける分類法も提唱された。
- 完形昔話
  - 誕生の奇譚：桃太郎、力太郎、一寸法師、瓜子姫など。
  - 主人公の異例な成長ぶり：田螺長者、蛇息子など。
  - 財宝の発見：八石村、取付く引付く、わらしべ長者、笠地蔵など。
  - 危機の打開：鬼の子小綱、食わず女房、宝化け物など。
  - 動物の援助：舌切り雀、文福茶釜、花咲爺、瘤取り爺など。
  - 主人公の知恵：姥捨山、金の茄子、田能久、俵薬師など。
  - 言葉の力：蟹問答、大工と鬼六、化け物問答など。
- 派生昔話
  - 因縁話：皿皿山、灰坊太郎、手なしむすめなど。
  - 鳥獣草木譚：雀孝行、かちかち山、海月骨無しなど。
  - 化け物話：蜘蛛の糸、狐狸の仇討、猫の浄瑠璃など。

### 民話・昔話
世界の多くの地域に特有の民話・昔話が残されている。お伽話とも言う。
- 桃太郎
- 金太郎
- 浦島太郎
- 花咲か爺
- さるかに合戦
- 一寸法師
- 舌切り雀
- 鶴の恩返し
- 笠地蔵
- おむすびころりん
- うりこひめとあまのじゃく
- かちかち山
- 白雪姫
- 石のスープ
- 赤ずきん
- シンデレラ

### 説話文学
説話を集めた作品のことを「説話集」と言う。一種のアンソロジーである。文学性の備わったものを「説話文学」と呼ぶ。民間に伝わる話を知識層が文章に記述することによって生まれた。民俗学・文学などの研究対象になる。日本文学では主に中古文学、中世文学の頃栄えた。『日本現報善悪霊異記（日本霊異記）』のように仏教説話の性格が強いものもあるが、特に12世紀には幅広い題材に取材した『今昔物語集』のような説話集も生まれた。また、芥川龍之介が『今昔物語集』を題材にして『羅生門』『芋粥』『鼻』などの小説を書くなど、近代以降の文学活動にも影響を与えた。日本の有名な昔話には例えば次のようなものがある。
- 758 - 822年頃『日本現報善悪霊異記（日本霊異記）』景戒 - 日本最古の説話集。
- 984年『三宝絵』源為憲
- 1107年頃『江談抄』藤原実兼
- 1120年頃『今昔物語集』
- 1154年以後『中外抄』中原師元
- 1161年以後『富家語』高階仲行
- 1179年頃『宝物集』平康頼
- 12世紀中期『古本説話集』
- 1215年以前『古事談』源顕兼
- 1216年以前『発心集』鴨長明
- 1219年頃『宇治拾遺物語』
- 1219年『続古事談』
- 1222年『閑居友』慶政
- 1239年以後『今物語』藤原信実
- 1250年頃『撰集抄』
- 1252年『十訓抄』
- 1254年『古今著聞集』橘成季
- 1257年『私聚百因縁集』愚勧住信
- 1283年『沙石集』無住道暁

### 書籍
- 五味文彦 『書物の中世史』 みすず書房、2003年12月。ISBN 978-4-622-07077-1。
- 小峯和明 『説話の森 - 中世の天狗からイソップまで』 岩波書店〈岩波現代文庫 文芸 41〉、2001年9月。ISBN 978-4-00-602041-5。
- 竹原威滋 『グリム童話と近代メルヘン』 三弥井書店、2006年7月。ISBN 978-4-8382-3145-4。
- 松原秀一 『中世ヨーロッパの説話』 中央公論社〈中公文庫〉、1992年3月。ISBN 978-4-12-201890-7。

### 論文
- 井出至 「風土記地名説話と地名」、『人文研究』、1963年、第14巻第4号、331-344頁。NAID 120005266324。
- 沖田瑞穂 「連続変身の説話の系譜 -花咲爺を中心として-」、『人文研紀要』 2013年10月10日、第75号、285-308頁。NAID 120005394382, ISSN 0287-3877, 中央大学人文科学研究所。
- 瀬古康雄 「起源説話の構造とその発生 : 口承の論理(その二)」、『島根女子短期大学紀要』 島根県立大学短期大学部、1975年3月28日、第13巻、83-89頁。NAID 110004781979, ISSN 0288-9226。
- 竹村信治 「説話研究の現在」、『國文學 : 解釈と教材の研究』 學燈社、1995年10月10日、第40巻第12号、134-137頁。NCID AN00089872。
- 馬場喜敬・中地万里子・川合貞子・加藤優子 「日本の寓話, 童話, 民話, 伝説, 説話等の系譜的綜合的研究 : 諸外国のそれら (すなわち Fabel, Märchen, Volkssage u.s.w.) との比較において [第三報]」、『東京家政大学生活科学研究所研究報告』、東京家政大学、1989年3月、第12巻、27-68頁。NAID 110000227149。